# Catalogue of Life
Catalogue of Life (COL) (în română Catalogul Vieții), este un site web fondat în iunie 2001 de către Species 2000 și Integrated Taxonomic Information System (ITIS). Site-ul e planificat să devină un catalog comprehensiv al tuturor speciilor de organisme cunoscute de pe Pământ. În prezent catalogul compilează informații din 115 baze de date taxonomice, care sunt menținute de către instituții specializate din lumea întreagă. Catalogul oferă o Ediție dinamică Arhivat în 13 mai 2020, la Wayback Machine., care este actualizată regulat și un Checklist anual[nefuncțională]
, care oferă referințe verificabile, datate pentru utilizarea denumirilor și informației asociate. Dezvoltarea Catalogue of Life a fost recent finanțată prin intermediul proiectelor 4d4Life și i4Life.
În septembrie 2022, Lista de verificare COL enumeră 2.067.951 dintre cele 2,2 milioane de specii existente în lume și cunoscute taxonomiștilor până în prezent.

## Structura
Catalogue of Life are o structură de date simplă de a furniza informații cu privire la sinonimie, grupate după ierarhii taxonomice, nume și distribuție comune.
Recent, Catalogue of Life a inclus Life Science Identifiers (LSIDs) în setul de date standard.

## Utilizare
O parte semnificantă din utilizarea catalogului este de a oferi o structură taxonomică altor portaluri de date de nivel mondial. Prin intermediul proiectului i4Life, catalogul are parteneriate oficiale cu Global Biodiversity Information Facility, European Nucleotide Archive, Encyclopedia of Life, European Consortium for the Barcode of Life, IUCN Red Data List și Life Watch (EDIT). Interfața publică are atât funcția de căutare cât și cea de navigare; în plus oferă servicii în mai multe limbi.